# Procediment Normalitzat de Treball
Un procediment o protocol normalitzat de treball (PNT), és un document que recull un conjunt d'instruccions pas a pas, compilades per una organització, per tal d'ajudar els treballadors a realitzar operacions rutinàries complexes. Els PNT tenen com a objectiu l'eficiència, la qualitat del resultat i la uniformitat d'un procés, reduint al mateix temps que es redueixen els malentesos en les comunicacions i l'incompliment de les regulacions del sector. Són elements cabdals dels sistemes de qualitat de la indústria biotencològica i farmacèutica però també de molts altres sectors.

## Recerca i pràctica clínica
En la recerca clínica, el Consell Internacional per a l'harmonització (ICH, de l'anglès International Council for Harmonisation) defineix els PNT com "instruccions detallades i escrites per aconseguir la uniformitat del rendiment d'una funció específica". Els PNT solen aplicar-se al processament farmacèutic i als estudis clínics. En aquest sentit, el focus es posa sempre en l'aplicació reiterada de processos i procediments inalterats i a la seva documentació i, per tant, dona suport a la segregació d'orígens, causes i efectes. Una altra aplicació és en el triatge, quan amb recursos limitats cal una avaluació sobre la classificació, la urgència i les possibilitats de personal. El director d'estudi és el principal responsable dels PNT. L'equip de la Unitat de Garantia de Qualitat és el responsable de controlar si l'estudi i l'informe que se'n derivi compleixen els PNT pertinents. Els PNT són la referència bàsica a les pràctiques, activitats i tasques més comunes de l'organització. Un treballador nou, rebrà accés als PNT que apliquen a la seva posició i activitat i l'ajudarà a entendre i respondre preguntes elementals sense haver de recórrer a companys i caps a preguntar com es realitza una operació. La norma internacional de qualitat ISO 9001 requereix essencialment la determinació dels processos (documentats com a procediments normalitzat de treball) utilitzats en qualsevol procés de fabricació que pugui afectar la qualitat del producte.

## Salut i seguretat
Els procediments s'utilitzen àmpliament per a assegurar el treballar amb seguretat. Normalment van precedits de diversos mètodes d'anàlisi de tasques o feines a realitzar en un lloc de treball, inclòs un enfocament anomenat anàlisi de seguretat laboral, en el qual s'identifiquen els riscos i es descriuen els seus mètodes de control. Els procediments s'han d'adaptar als nivells d'alfabetització de l'usuari i per tant, la llegibilitat dels procediments és important.